# Alterum non laedere
La frase latina alterum non laedere (Trad. non recare danno ad altri) rappresenta una delle tre regole del diritto descritte dal giurista romano Eneo Domizio Ulpiano nelle sue Regole:
D. 1.1.10pr «Iustitia est constans et perpetua voluntas ius suum cuique tribuendi. Iuris praecepta sunt haec: honeste vivere, alterum non laedere, suum cuique tribuere.» (Trad. "La giustizia consiste nella costante e perpetua volontà di attribuire a ciascuno il suo diritto. Le regole del diritto sono queste: vivere onestamente, non recare danno ad altri, attribuire a ciascuno il suo").
Frequentemente viene utilizzata con lo stesso significato la locuzione neminem laedere. 
La frase nella forma Iuris praecepta sunt haec: honeste vivere, alterum non laedere, suum cuique tribuere troneggia sulla facciata del palazzo di giustizia di Milano.
La definizione era già presente in Aristotele. Fu poi ripresa da Tommaso d'Aquino (Summ. Theol., ii-ii, q. 57, a. 1) che pose la cosa dovuta al soggetto a fondamento del diritto inteso come complesso di norme o facoltà di esigere.